# Oxydia quadriangliata
Oxydia quadriangliata là một loài bướm đêm trong họ Geometridae.